# Marija Jurjewna Stolbowa
Marija Jurjewna Stolbowa (russisch Мария Юрьевна Столбова; * 3. Mai 1984 in Perm) ist eine russische Rhythmische Sportgymnastin und Model.
Stolbowa gewann die Goldmedaille bei den Weltmeisterschaften 2002 in New Orleans zusammen mit Olesja Belugina, Xenija Dschalaganija, Natalja Lawrowa, Jelena Mursina und Nina Lasarewa.
Im gleichen Jahr wurden bei Stolbowa Probleme mit der Wirbelsäule diagnostiziert und sie beschloss, mit dem Sport aufzuhören. Nach dem Ende der sportlichen Karriere begann Stolbowa zu modeln. Sie ließ sich u. a. für den Playboy und die Maxim fotografieren.
2009 heiratete sie den Bankmanager Jegor Witaljewitsch Sirota. Das Ehepaar hat eine gemeinsame Tochter.
Seit 2009 trainiert sie Kinder in einem Moskauer Sportclub.

## Auszeichnungen
- 2002:  Verdienter Meister des Sports Russlands[5]